# ボスニア・ヘルツェゴビナ国有鉄道IIIa5形蒸気機関車

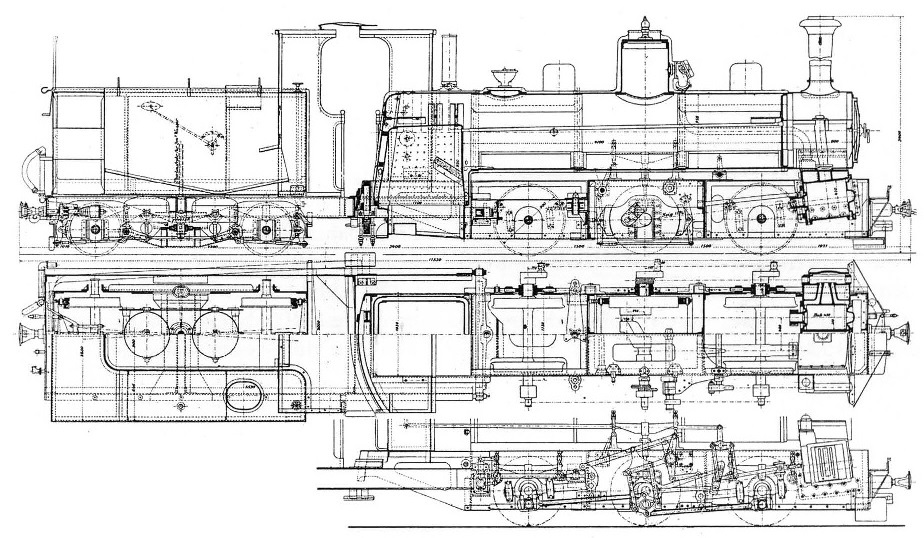
IIIa5形の1次形の組立図

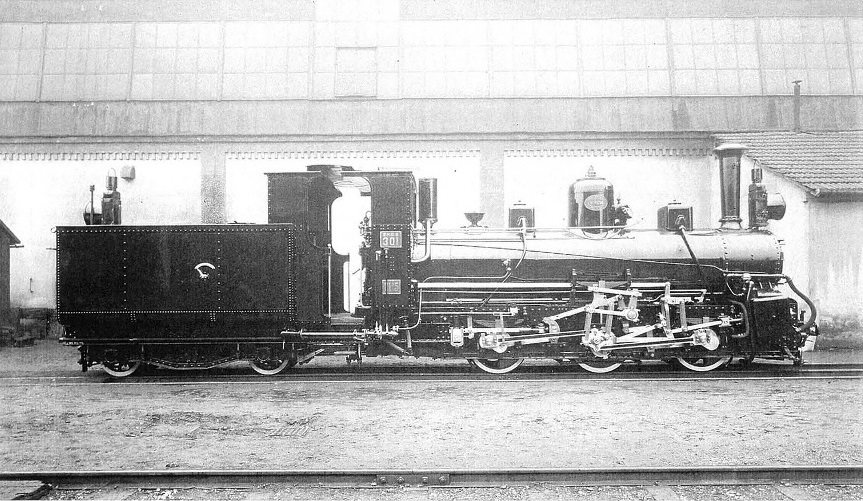
IIIa5形の1次形である301号機の工場完成写真、1900年

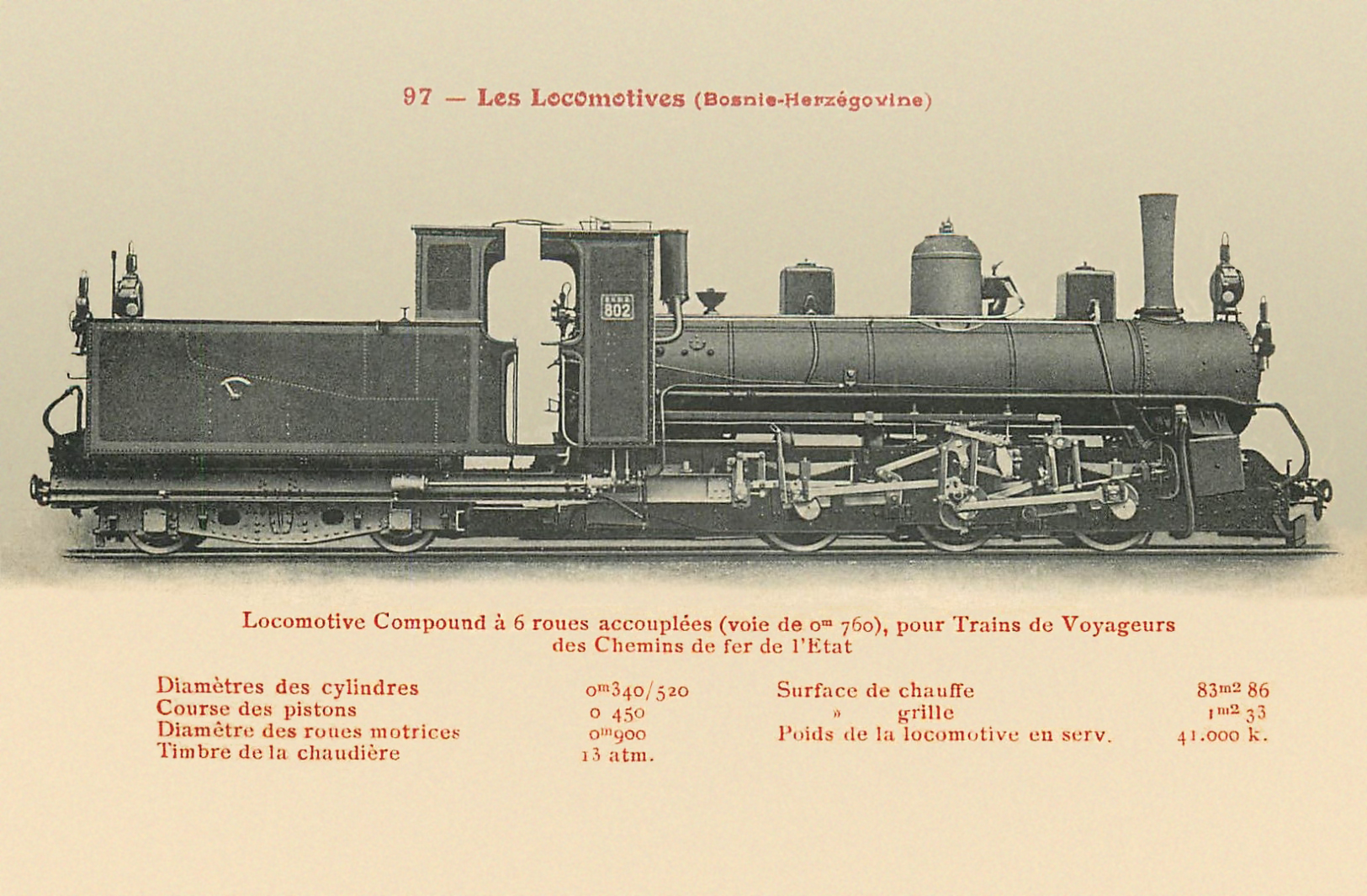
IIIa5形の2次形の802号機の工場完成写真、1903年

ボスニア・ヘルツェゴビナ国有鉄道IIIa5形蒸気機関車（ ボスニア・ヘルツェゴビナこくゆうてつどうIIIa5がたじょうききかんしゃ） は、現在ではボスニア・ヘルツェゴビナとなっている共同統治国ボスニア・ヘルツェゴヴィナのボスニア・ヘルツェゴビナ国有鉄道 （Bosnisch-Herzegowinische Staatsbahnen（BHStB）、1908年以降Bosnisch-Herzegowinische Landesbahnen（BHLB））で使用された蒸気機関車である。

## 概要
現在のボスニア・ヘルツェゴビナでは、オーストリア＝ハンガリー二重帝国配下であった共同統治国ボスニア・ヘルツェゴヴィナ時代には、ブロド - ゼニツァ間に最初の軍用鉄道が敷設された以降、二重帝国ボスナ鉄道、ボスニア・ヘルツェゴビナ国有鉄道、オーストリア＝ハンガリー帝国軍用鉄道などによって各地にボスニアゲージと呼ばれる760mm軌間の鉄道が建設されており、その後これらの路線のうち主要なものは、1895年にボスナ鉄道がボスニア・ヘルツェゴビナ国有鉄道に統合されたことなどにより同国鉄の路線となっていた。
ボスニア・ヘルツェゴビナ国有鉄道では、オーストリア＝ハンガリー帝国本国で製造された機関車が使用されていたが、旧曲線の多い路線がほとんどであったため、曲線通過性能に配慮した機関車として双合式のIIa2形、先輪、従輪とテンダーにクローゼ式輪軸操舵機構を採用したIIa4形、動輪とテンダーにクローゼ式輪軸操舵機構を採用したIIIa4形などが導入されており、このほかネレトヴァ線スプリト線のアプト式ラック区間用としてIIIb4形とIIIc5形が導入されていた。
本形式は1885-96年に二重帝国ボスナ鉄道およびボスニア・ヘルツェゴビナ国有鉄道に導入されたクローゼ式のIIIa4形の増備として導入された機体である。IIIa形は車軸配置C1'tのテンダ式蒸気機関車であり、クローゼ式輪軸操舵機構により曲線通過時には曲線によるテンダの変位量を基に第1および第3動輪がリンク機構によって曲線に合わせて転向することが特徴で、計34機が導入されてその使用実績は良好なものであった。そのため、欧州の他の地域の狭軌路線ではクローゼ式が普及せず、1890-00年代以降にはより新しい方式であるマレー式やメイヤー式などの関節式や、より構造が単純なゲルスドルフ式の蒸気機関車が多く導入された一方で、ボスニア・ヘルツェゴビナ国有鉄道ではその後もさらにクローゼ式機構を採用した蒸気機関車が増備されており、IIIa4形を改良した機体としてIIIa5形の1次形45機が1900-01年に、さらに出力を増強した2次形11機が1901-04年に導入されている。IIIa5形のIIIa4形からの主な変更点と、1次形と2次形との主な変更は以下の通り。
- 1次形
  - ボイラーの基本的な仕様は同一であるが、使用圧力を12kg/cm2から13kg/cm2に変更するとともに、蒸気溜をボイラー前端部から中央部に移設。
  - 駆動装置を2シリンダ単式・スチーブンソン式弁装置から、2シリンダ複式、アラン式弁装置に変更。
  - テンダーを1軸のものから2軸のものに変更して搭載量を増加させ、機関車ボイラー横の水タンクを廃止。
- 2次形
  - IIIa4形および1次形から、ボイラー径を拡大し、全伝熱面積を58.4m2から83.86m2に変更。
  - 1次形から、シリンダ径を高圧310mm/低圧470mmから、高圧340mm/低圧520mmに変更。
  - 1次形から、テンダーの水搭載量を若干拡大。

IIIa5形はいずれもオーストリア＝ハンガリー帝国の工場で製造されており、うち1箇所はIIIa4形の量産機を製造した工場と同じバイエルン王国に本社があったクラウスのリンツ工場、残りの2箇所はヴァイツアーおよびマーバグであった。また、本形式の形式称号の"III"は動軸3軸、"a"は自重30t以下、"5"はテンダーを含む全軸数を表すものであったが、ユーゴスラビア国鉄時代の1933年の称号改正により、1次形が185形、2次形が186形となっている。この付番方法では蒸気機関車のうち、01-49形が標準軌のテンダ式、50-69形が標準軌のタンク式、70-94形が760mm軌間、95-98形が760mm軌間のラック式、99形が600mm軌間と分類され、経年の進んでいた機体にはこれらに100を加えた形式名とされていた。
その後ボスニア・ヘルツェゴビナ国鉄は1908年のボスニア・ヘルツェゴビナ併合にともなってオーストリア＝ハンガリー帝国のボスニア・ヘルツェゴビナ地方鉄道に改称しているが、その後ボスニア・ヘルツェゴビナ地域は1914-18年の第一次世界大戦およびオーストリア＝ハンガリー帝国の解体を経て1918年に成立したセルビア人・クロアチア人・スロベニア人王国（1929年に国名をユーゴスラビア王国に変更）に属することとなったことに伴い、ボスニア・ヘルツェゴビナ地域鉄道の路線は同国国鉄であるセルビア人・クロアチア人・スロベニア人王国鉄道（1929年にユーゴスラビア国有鉄道 に名称変更）の路線となってIIIa5形も同国鉄の所有となった。これにより、本形式は引続きボスニア・ヘルツェゴビナ地方のほかセルビア、クロアチアの760mm軌間の路線でも運行されるようになり、1933年には前述のとおり称号改正が実施され、これ以前に廃車となった機体を除き、1次形が185形の001-041号機、2次形が186形の001-011号機となっている。
1941年にはクーデターやユーゴスラビア侵攻によりユーゴスラビア王国が実質的に崩壊し、ユーゴスラビア王国の鉄道はクロアチア独立国のクロアチア国鉄やセルビア救国政府のセルビア国鉄および占領していたドイツ、ハンガリー、イタリア、ブルガリア各国の国鉄が運行するようになったほか、パルチザンが運営する民族解放軍営鉄道がその支配地域で運行されており、本形式は185形は1941年時点では全機がクロアチア国鉄が運行しており、186形はクロアチア国鉄、セルビア国鉄、イタリア国鉄のそれぞれが運行していた。
1945年にはユーゴスラビア連邦人民共和国が成立し、185形および186形は再度ユーゴスラビア国鉄の所属となり、その後1952年にはユーゴスラビア国鉄の後身としてユーゴスラビア鉄道が発足しているほか、1963年には国名がユーゴスラビア社会主義連邦共和国に変更となっている。こうした流れの中でユーゴスラビア鉄道では鉄道の近代化の一環として760mm軌間のうち主要路線は標準軌に転換するともに、不要路線を廃止することとなり、1980年代までに760mm軌間の鉄道は全廃されている。
本形式の製造年ごとのボスニア・ヘルツェゴビナ国有鉄道（BHStB/BHLB）/セルビア人・クロアチア人・スロベニア人王国鉄道（SHS）機番、製造所、製番、ユーゴスラビア国鉄/ユーゴスラビア鉄道（JDŽ/JŽ）形式機番は下記のとおりである。
| 区分  | 製造年 | 機番（BHStB/BHLB/SHS） | 製造所                 | 製番                | 形式機番（JDŽ/JŽ）        |
| ----- | ------ | ---------------------- | ---------------------- | ------------------- | ------------------------- |
| 1次形 | 1900年 | 301-305                | クラウス（リンツ工場） | 4216-4220           | 185-001-002/-/003-004     |
| 1次形 | 1900年 | 309-311                | クラウス（リンツ工場） | 4366-4368           | 185-009-011               |
| 1次形 | 1900年 | 306-308                | ヴァイツアー           | 83-85               | 185-006-008               |
| 1次形 | 1900年 | 312-325                | ヴァイツアー           | 86-87/91-102        | 185-012-021/-/024-205     |
| 1次形 | 1901年 | 326-335                | クラウス（リンツ工場） | 4487-4492/4632-4635 | 185-026-035               |
| 1次形 | 1901年 | 336-345                | ヴァイツアー           | 103-112             | 185-036-041/022-023/-/003 |
| 2次形 | 1901年 | 801-806                | クラウス（リンツ工場） | 4650-4655           | 186-001-006               |
| 2次形 | 1902年 | 807                    | クラウス（リンツ工場） | 4656                | 186-007                   |
| 2次形 | 1904年 | 808-811                | マーバグ               | 808-811             | 186-008-011               |

## 仕様

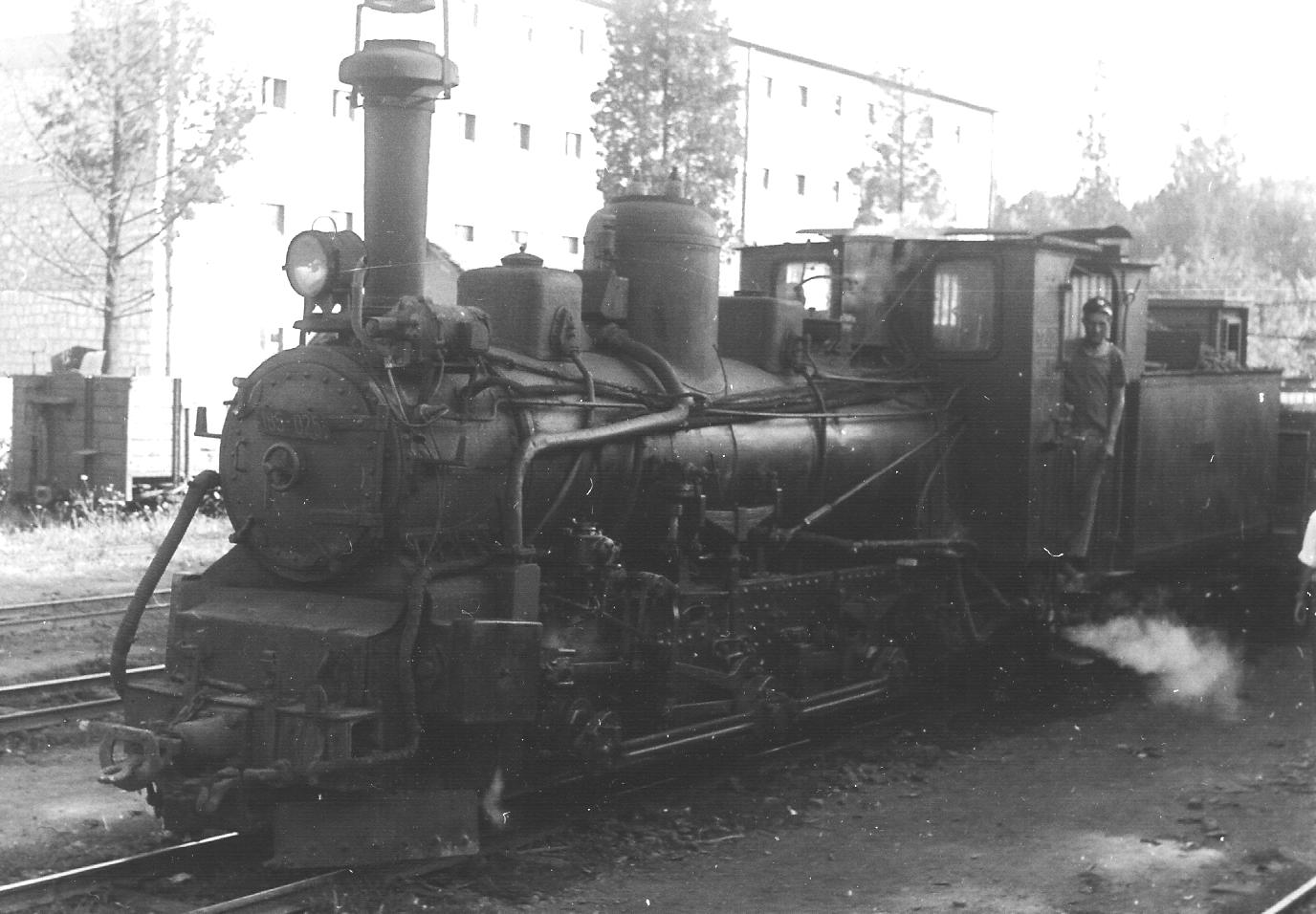
後年クローゼ式輪軸操舵機構を撤去したユーゴスラビア国鉄185形025号機、もとボスニア・ヘ ルツェゴビナ国鉄IIIa5形325号機、チャプリナ駅、1965年

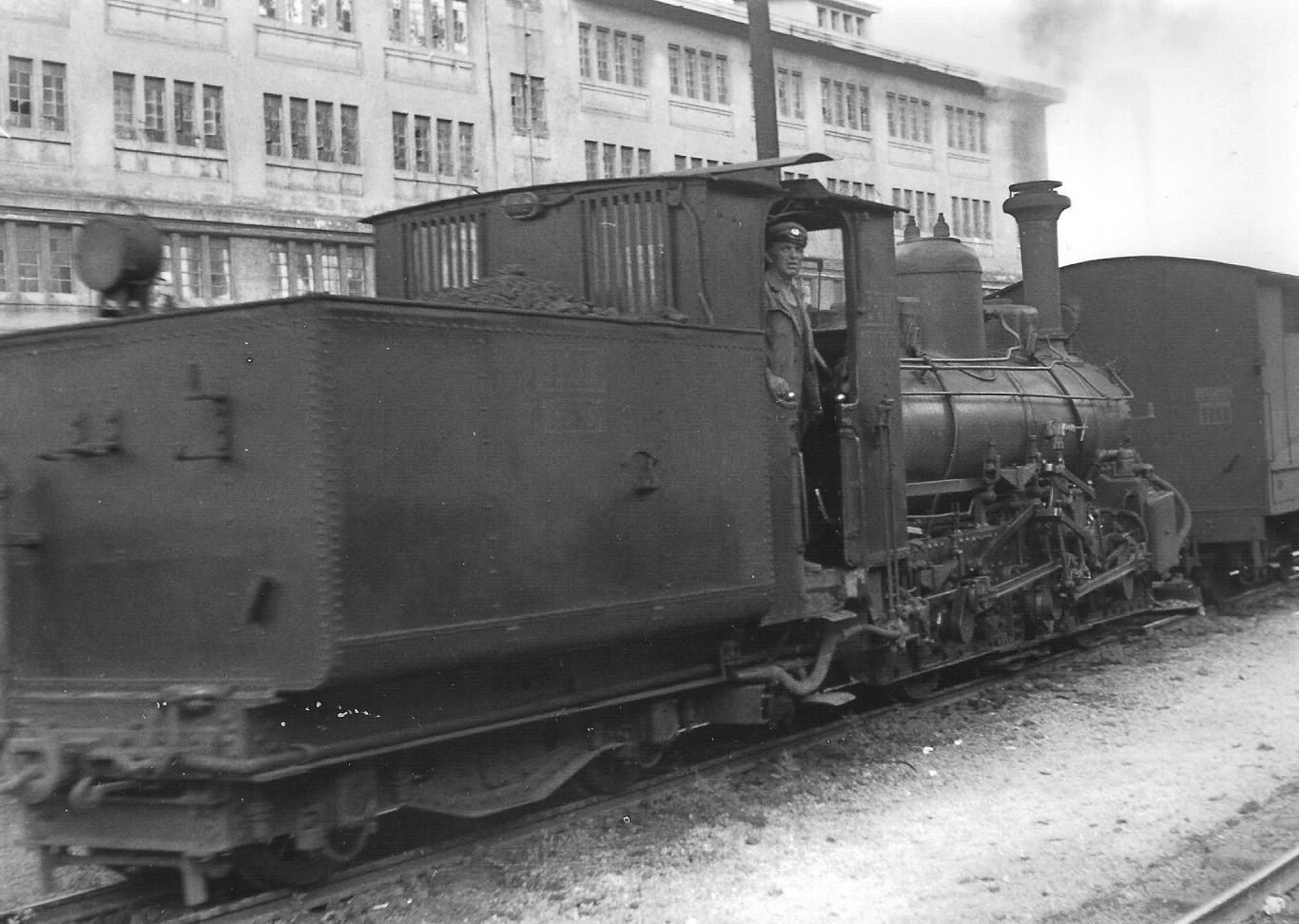
クローゼ式輪軸操舵機構を残したユーゴスラビア国鉄186形007号機、もとIIIa5形807 号機、ドゥブロヴニク駅、1965年

### 走行装置
- 主台枠は鋼板製の外側台枠式の板台枠、ボイラ台とシリンダブロックは鋳鉄製で、動輪、従輪は車軸配置C2'tに配置されており、動輪は900mm径、テンダーの従輪は650mm径のいずれもスポーク車輪である。
- シリンダは高圧シリンダと低圧シリンダの2つのシリンダを有する2シリンダ複式で、後述するクローゼ式輪軸操舵機構のリンク装置を台枠の外側に配置しているため、台枠内側にシリンダとクロスヘッド、主連棒を後傾させて配置しており、台枠外側に連結棒と弁装置を配している。また、弁装置はアラン式で、主動輪は第2動輪となっている。
- ボイラーは1次車は直径950mm、煙管長4100mm、火格子面積0.94m2、全伝熱面積が58.4m2の飽和蒸気式、2次車はボイラー径が拡大されて直径1100mm、煙管長4100mm、火格子面積1.33m2、全伝熱面積が83.86m2となり、同じく飽和蒸気式でいずれも使用圧力は13kg/cm2である。
- 運転室は機関車後部からテンダー前部にかけて設けられ、壁面および屋根も機関車とテンダーにそれぞれに分離して設置されているが、機関車後部にはほとんど床面が無く、機関士、機関助士は主にテンダー側および連結部の床面に立って運転操作を行う。また、テンダーはIIIa4形の1軸のものから2軸のものに大型化されているが、曲線通過性能の確保のためIIIa4形と同様にテンダー台枠の側梁を前方に延長し、火室前部で左右の側梁間に端梁を通してその中央に曲線通過時に左右の転向する支点を設けている。なお、テンダーの石炭搭載量は2.4t、水搭載量は1次車が6m3、2次車が6.4m3となっている。
- 本形式に採用されたクローゼ式輪軸操舵機構は曲線におけるテンダの変位量を基にリンク機構を介して第1動輪と第3動輪を曲線に対応した角度に台枠に対して転向させる方式のものである。第1動輪と第3動輪の軸箱は台枠に対して前後方向に可動でき、かつ、左右それぞれの第1、第3動輪の軸箱がリンクによって結合されて台枠に対しての動輪の変位角が均等となるようになっており、さらにこのリンクとテンダの側梁からのリンクを結合して、テンダの変位を基に第1、第3動輪の変位角の総量を決定している。また、同じくテンダからのリンクによって主動輪である第2動輪から第1および第3動輪へ駆動力を伝達する連結棒の長さを調整しており、変位による各動輪間の距離の伸縮に対応している。
- 連結器はピン・リンク式連結器で、ねじ式連結器としても使用できるよう、ピン・リンク式連結器の左右にフックとリングを装備している。また、併せて真空ブレーキ用の連結ホースを装備している。
- ブレーキ装置は反圧ブレーキ、手ブレーキ及び真空ブレーキで、基礎ブレーキ装置は輪軸操舵機構を装備しない第2動輪とテンダーの従輪に両抱き式の踏面ブレーキが装備されている。

### 主要諸元
- 軌間：760mm
- 方式：2シリンダ複式、飽和蒸気式テンダ機関車
- 軸配置：C2't
- 弁装置：アラン式
- 固定軸距：3000mm
- 動輪径：900mm
- 従輪径：640mm
- 最高速度：40km/h
- ブレーキ装置：手ブレーキ、真空ブレーキ、反圧ブレーキ

| 1次形 - 最大寸法：全長11531mm、全高3400mm - 全軸距：8600mm - 自重：自重/運転整備重量：19.5t/35.5t - ボイラー - 火格子面積/火室伝熱面積/全伝熱面積：0.94m2/4m2/58.4m2 - 使用圧力：13kg/cm2 - 小煙管：96本、44mm×4100mm（径×長さ） - シリンダ：310mm/470mm×450mm（径（高圧/低圧）×ストローク） - 水搭載量：6m3 - 石炭搭載量：2.4t | 2次形 - 最大寸法：全長12640mm、全高3510mm - 全軸距：9000mm - 自重：自重/運転整備重量：24t/41t - ボイラー - 火格子面積/火室伝熱面積/全伝熱面積：1.33m2/5.5m2/83.86m2 - 使用圧力：13kg/cm2 - 小煙管：138本、44mm×4100mm（径×長さ） - シリンダ：340mm/520mm×450mm（径（高圧/低圧）×ストローク） - 水搭載量：6.4m3 - 石炭搭載量：2.4t |

## 運行
- ボスニアゲージはオーストリア＝ハンガリー帝国内、特にバルカン半島の狭軌鉄道に1870年代以降広く採用されていた狭軌鉄道向けの軌間であり、二重帝国軍用鉄道と同じ760mm軌間として、有事の際には軍用鉄道として運行もしくは直通運行をしたり、本国から軍用鉄道の機材を持込んで運行したりできるよう考慮されたもので、ボスニア・ヘルツェゴビナだけでも約1500kmの路線網となっており、使用される蒸気機関車も本国のものと共通のものが導入される事例があった。
- 本形式はボスニア・ヘルツェゴビナ国鉄の路線で旅客列車、貨物列車双方の牽引に使用されており、そのままユーゴスラビア国有鉄道およびユーゴスラビア鉄道に引き継がれているが、IIIa5 303、322、323号機は早期に廃車となりユーゴスラビア国鉄には引継がれていない。 同国鉄の主な路線は以下の通り。
  - ボスナ線：サラエヴォ - ラシュヴァ - ブロド間（サラエヴォから北方、セルビア方面への路線）、264km
  - ネレトヴァ線：サラエヴォ - コニツ - チャプリナ - メトコヴィチ間（サラエヴォかアドリア海方面への路線、一部ラック式）、178km
  - スプリト線：ラシュヴァ - トラヴニク - ドニ・ヴァクフ - ブゴイノ間（クロアチアのアドリア海沿海のスプリトまでの建設を予定、一部ラック式）、70km
  - ダルマチア線：チャプリナ - ドゥブロヴニク - ツァヴタット - Zelenika間（クロアチアのダルマチア地方の国境に沿った路線）、183km
  - ボスニア東線：サラエヴォ - Međeđa – Uvac間（サラエヴォから東方への路線）、137km
- 1918年のセルビア人・クロアチア人・スロベニア人王国鉄道発足後には、ベオグラードとサラエヴォ間を結ぶ444kmのボスニア東線のセルビア側の路線など、セルビア、クロアチアでも使用されるようになっている。また、第二次世界大戦開始後の1941年時点では185形は全機がクロアチア国鉄が運用していたが、186形は001号機がイタリア国鉄、002、004、006、011号機がセルビア国鉄、その他の機体はクロアチア国鉄が運用しており、戦後は全機がユーゴスラビア国鉄の所属となっている。
- その後ボスニア・ヘルツェゴビナ国鉄やその後身の鉄道では、1903-49年の長期にわたり計180機以上が増備された、車軸配置1'DのIVa5形（後の83形）と、その後継で車軸配置1'D1'の85形が主力として使用されていた。本形式は一部の機体については後年クローゼ式輪軸操舵機構を撤去して動輪を転向しないよう固定する改造を実施していたほか、一部の機体は入換用に転用されて1970年代頃まで使用されており、その後老朽化及びボスニアゲージの路線の標準軌への転換の進展に伴って全機が廃車となっている。また、ボスニア・ヘルツェゴビナ地域のボスニアゲージの路線も一部の専用鉄道等を除き、1975年までに標準軌へ転換もしくは廃止となっている。

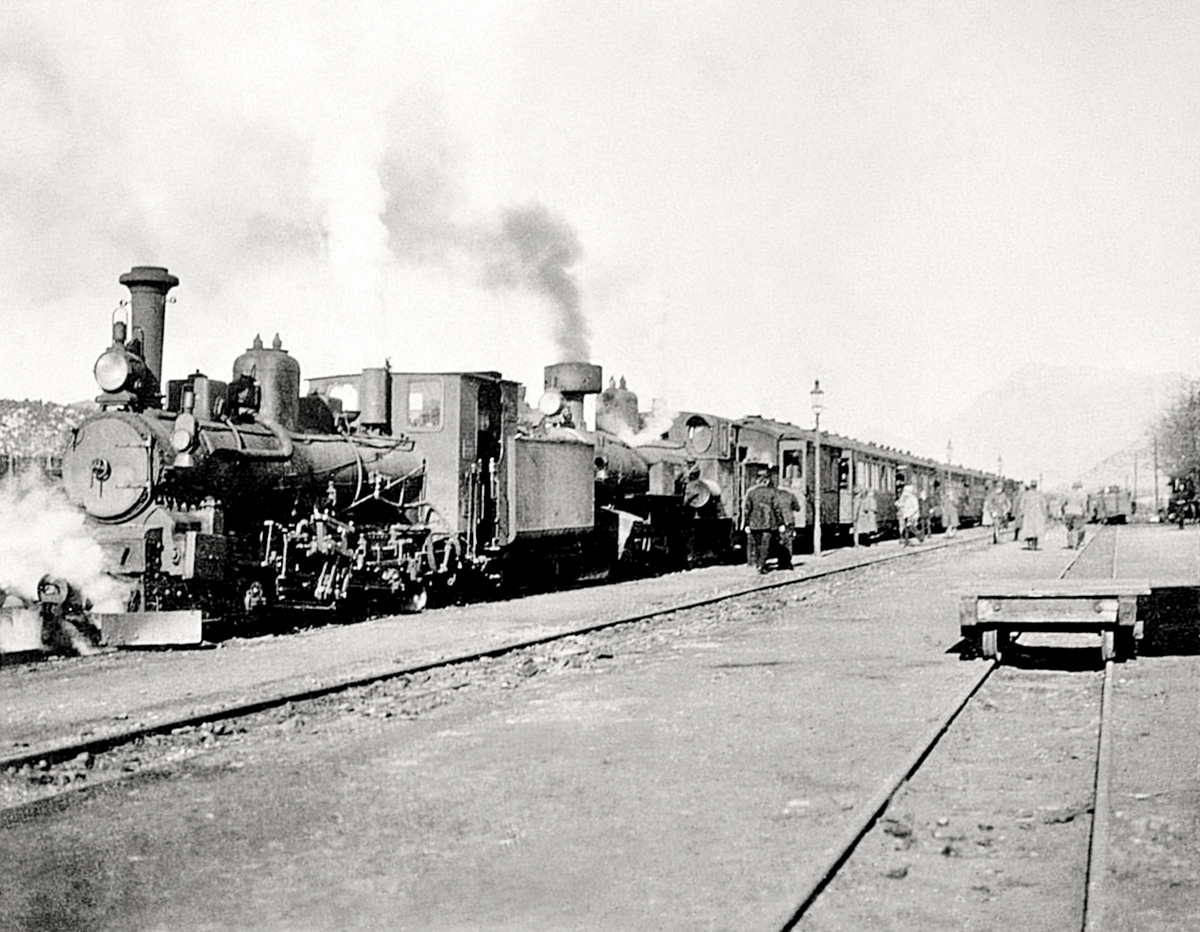
コトル湾岸のコトル行きの兵員輸送列車を牽引するIIIa5形とIVa5形の重連、ハーム駅、1916年2月12日
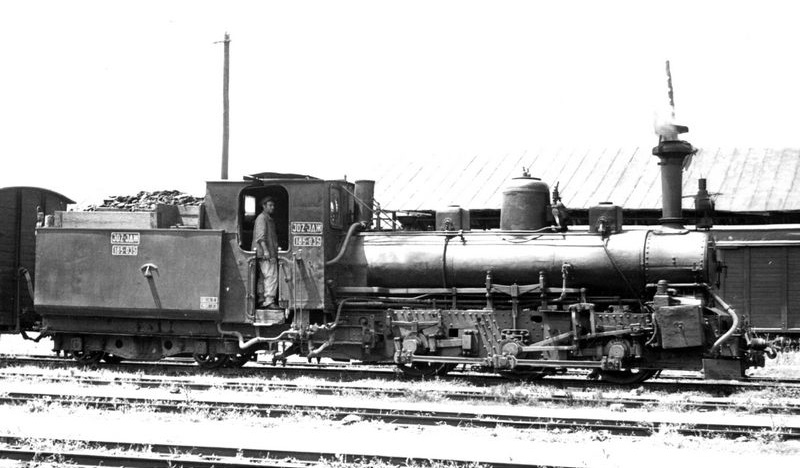
後年クローゼ式輪軸操舵機構を撤去した1次形の185-019号機、1958年
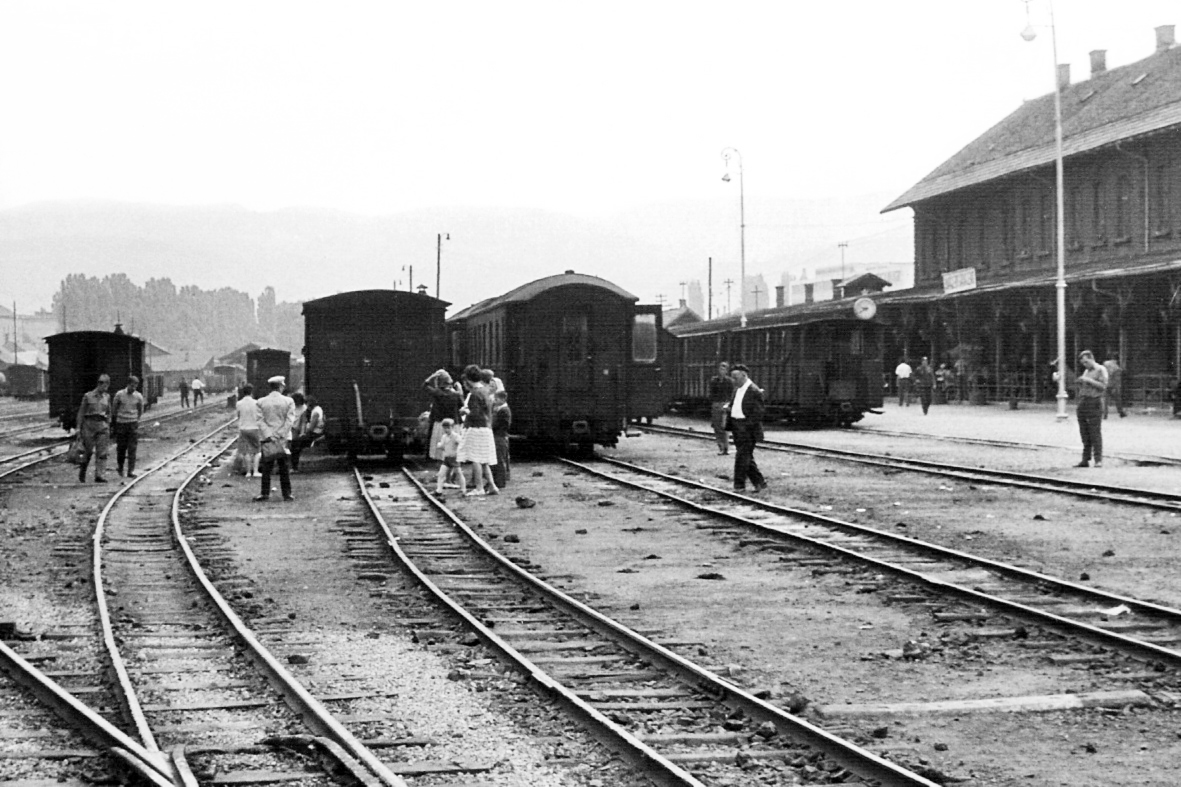
1965年当時のサラエヴォ駅
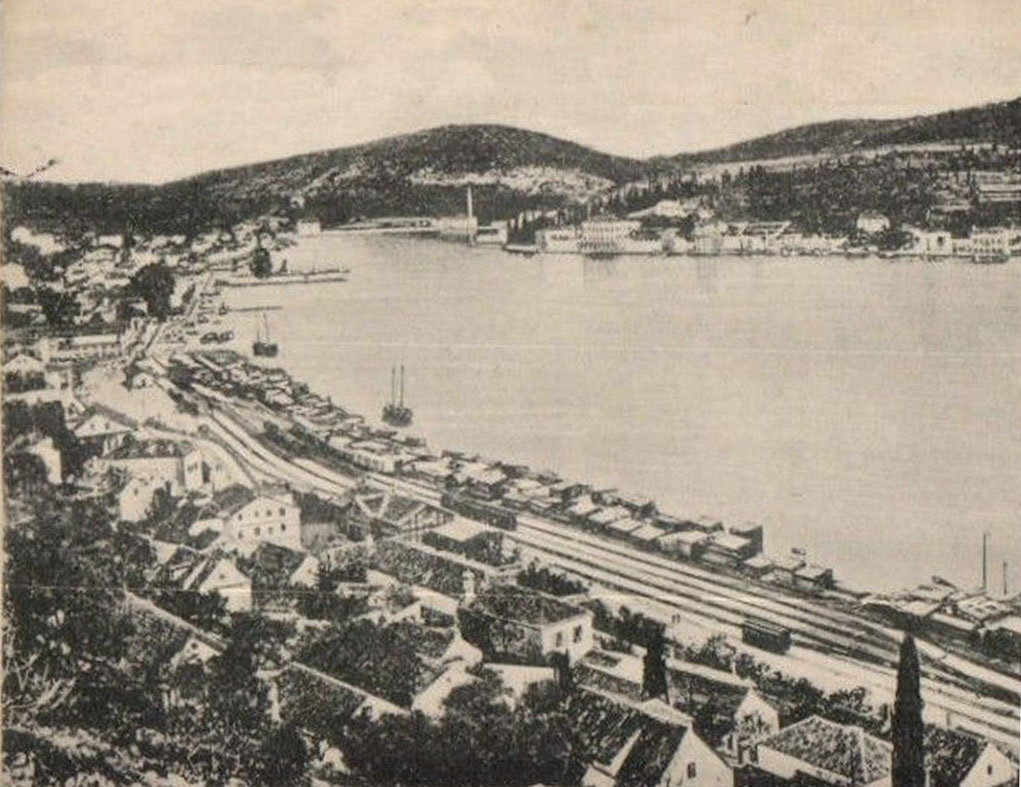
ドゥブロヴニクの港湾都市のグルージュ駅、1910年代以前
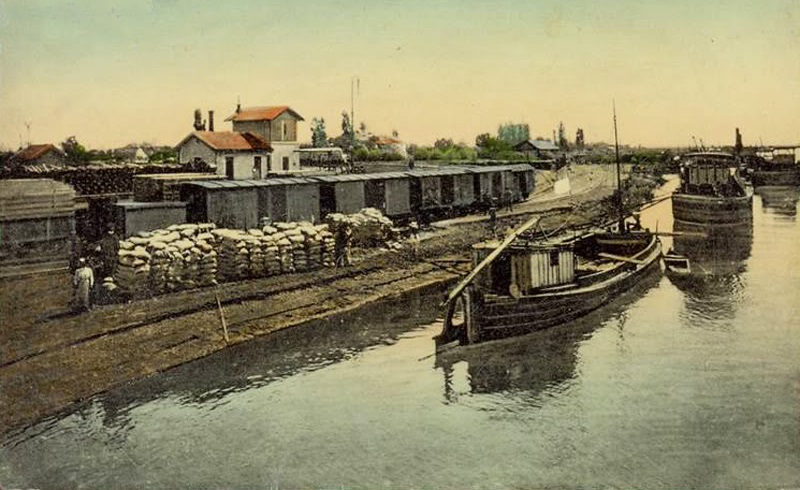
ドナウ川の水運に接続するボスナ線のブロド駅、1910年代以前
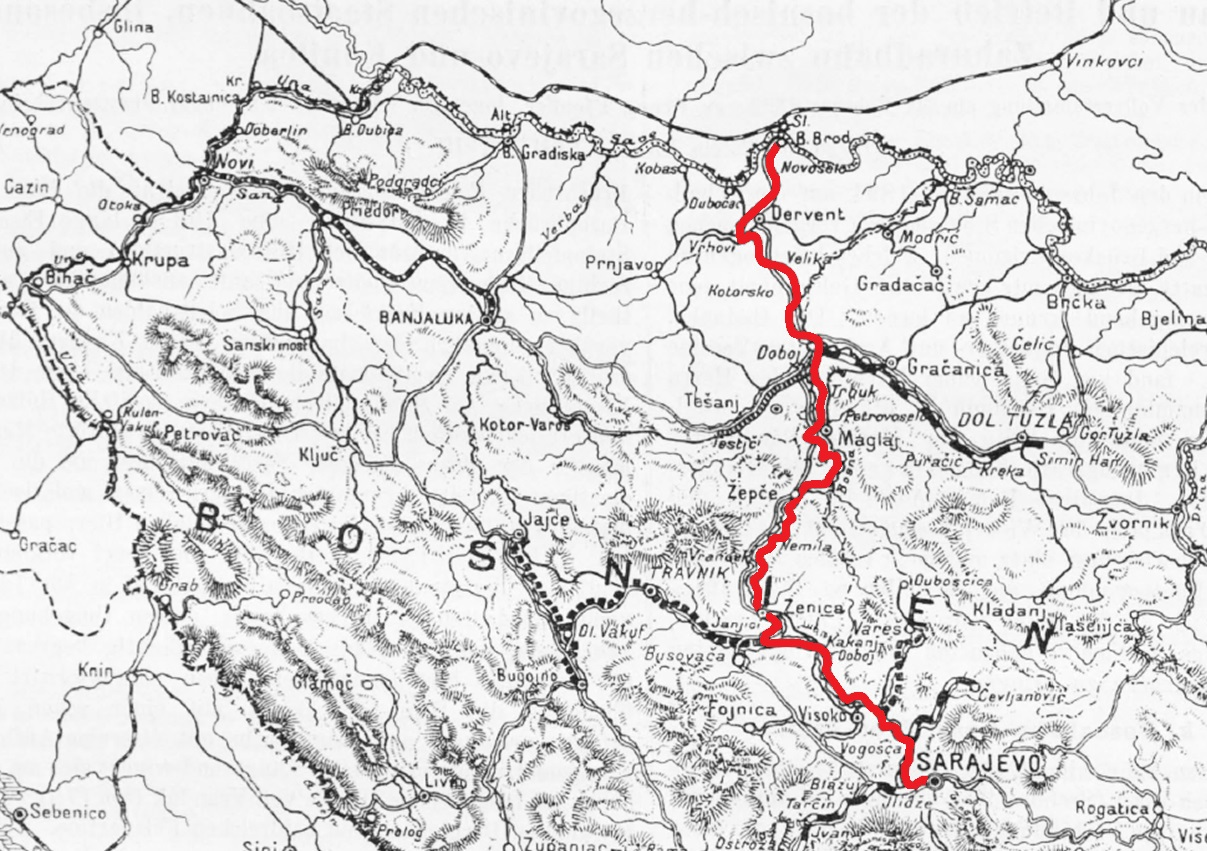
ボスナ線の路線図